# Batalla de Panio
La batalla de Panio se libró en el año 198 a. C. entre los ejércitos seléucida y ptolemaico durante la quinta guerra siria. Las fuerzas seléucidas estuvieron encabezadas por su propio rey, Antíoco III el Grande, mientras que las ptolemaicas por Escopas de Etolia, siendo finalmente el bando seléucida el vencedor de la batalla.

## Antecedentes
Aprovechando la inestabilidad que gobernaba la corte de Alejandría, el rey seléucida Antíoco III preparó una invasión del dominio ptolemaico de Celesiria, que se encontraba en manos de los Ptolomeos desde el 241 a. C., cuando se le habían sido arrebatados a su padre, Seleuco II Calinico. Decidido a recobrar aquel territorio, Antíoco se alió con Filipo V de Macedonia y después declaró la que sería conocida como quinta guerra siria.
Una vez iniciadas las hostilidades, Antíoco arrasó Celesiria a su paso. Después de un breve retroceso en Gaza, dio un aplastante golpe a los Ptolomeos cerca de la cabeza del río Jordán que le valió el importante puerto de Sidón. Pero en el 200 a. C., dos años después del inicio de la guerra, emisarios romanos llegaron a Filipo y Antíoco exigiendo que se abstuviesen de invadir Egipto, pues estos no querían ver alterada su importación de grano egipcio, clave para la manutención de la población de Italia. Como el rey seléucida no quería entrar en hostilidades con Roma aún, decidió hacerse únicamente con la región de Celesiria en lugar de ocupar el mismo Egipto, por lo que expulsó a los ejércitos ptolemaicos que aún quedaban en ella y que estaban comandados por Escopas de Etolia, un griego al servicio de Ptolomeo V.

## La batalla

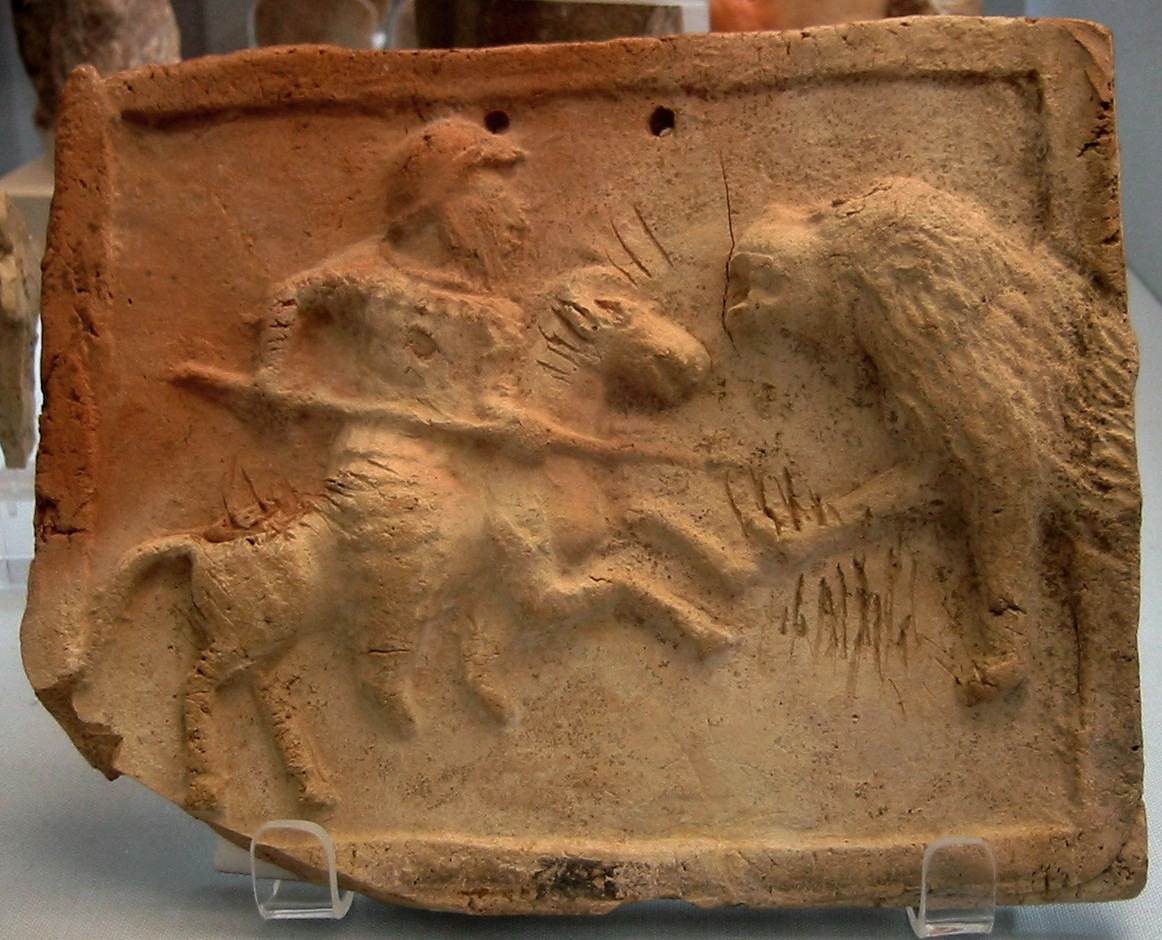
Catafracta luchando contra un león.

Los detalles del enfrentamiento no están claros, pero en la actualidad se conoce que unos de los factores que posibilitaron la victoria seléucida fue el decisivo uso de los catafractos por parte de estos. Los catafractos atacaron la caballería egipcia en los flancos y los expulsaron del campo, exponiendo a la retaguardia de la infantería enemiga a cualquier acometida. Los catafractos seléucidas embistieron la desprotegida retaguardia de la infantería ptolemaica, provocando su retirada y dejando la victoria en manos de Antíoco. El equipo específico utilizado por estos relativamente tempranos catafractos no está claramente conocido.

## Consecuencias
La pérdida de Celesiria, unida a problemas internos, llevaron a Ptolomeo V a pedir la paz, fijándose como condiciones el reconocimiento de la posesión seléucida de Celesiria y la boda de Ptolomeo con la hija de Antíoco, Cleopatra.